# Pentadi
Pentadi, en llatí Pentadius, va ser un poeta romà, autor d'almenys deu elegies breus o epigrames titulats:
- 1. De Fortuna
- 2. De Advent Venis
- 3, 4, 5, 6. De Narcisso
- 7. Tuimulus Acidis
- 8. Tumulus Hectoris
- 9. De Chrysocome
- 10. In Viryilium

Els poemes estan recollits a l'Antologia llatina. De la vida de l'autor i de l'època en què va viure no es coneix res, però pel llenguatge utilitzat sembla al final de l'imperi, cap al segle iv. Per una expressió se suposa que potser era cristià. Podria ser la persona a la que Lactanci dedica l'epítom de les Divinarum Institutionum i a qui considera "germà", però més enllà del nom, poc es pot afirmar.